# Städtisches Hafenamt (Worms)

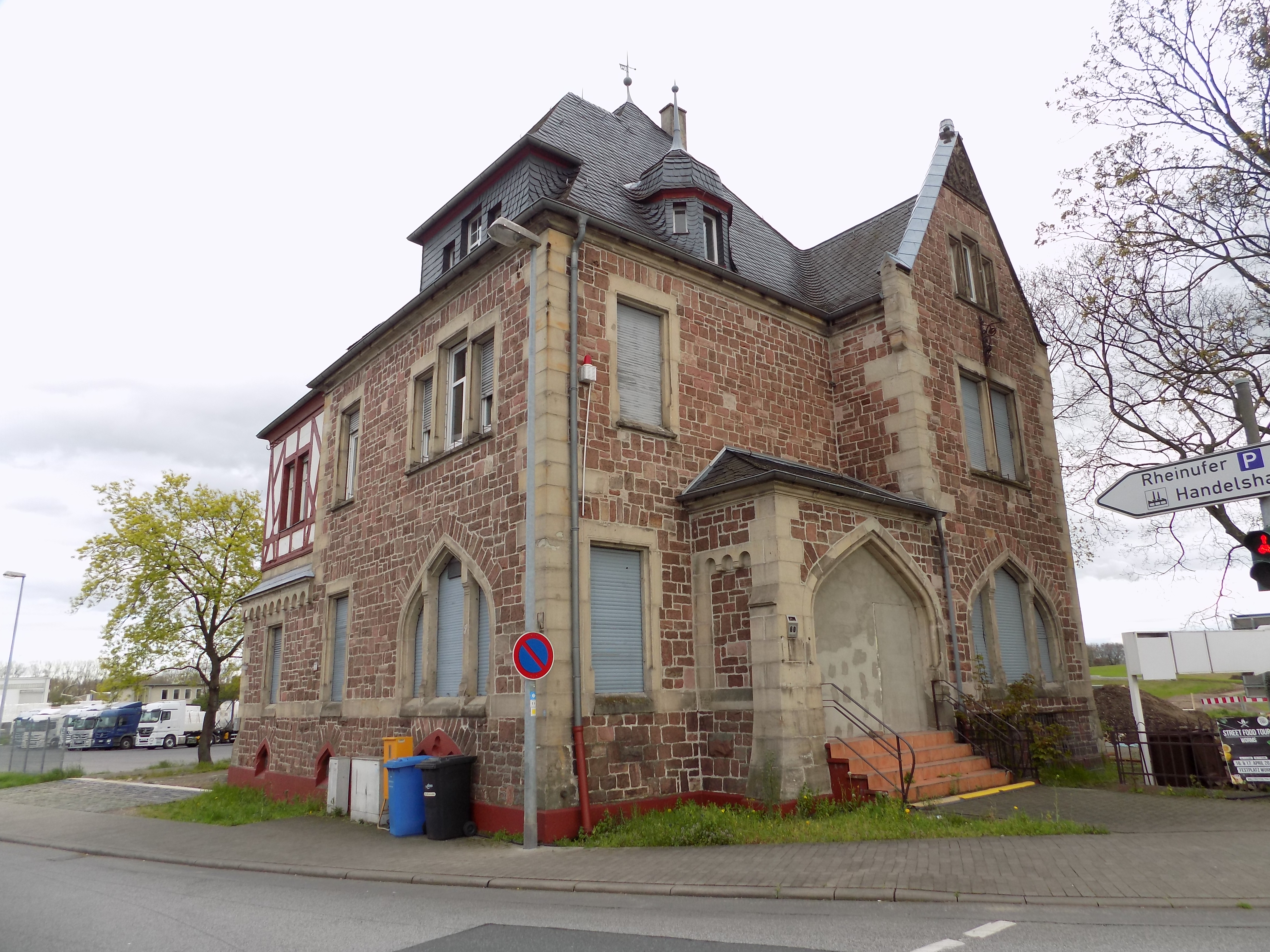
Städtisches Hafenamt

Das unter Denkmalschutz stehende Gebäude des einstigen Städtischen Hafenamts steht im Nibelungenring 60 der rheinland-pfälzischen Stadt Worms.

## Geschichte
Der in den Jahren 1901/02 vom Architekt Georg Metzler errichtete Sandsteinquaderbau beherbergte das städtische Hafenamt, das den zwischen 1890 und 1893 ausgebauten Hafen Worms verwaltete. Danach wurde das Gebäude von der Verwaltung der Rhenania genutzt. Das städtische Hafenamt war seinerzeit eines der wenigen Gebäude in Worms, das sanitäre Anlagen für die Beschäftigten bereithielt; öffentliche Bäder gab es seinerzeit nicht.